# Черемушки (Смоленская область)
Черемушки — деревня в Вяземском районе Смоленской области России. Входит в состав Поляновского сельского поселения. Население — 464 жителя (2007 год).

## Географическое положение
Расположена в восточной части области в 1 км к юго-западу от Вязьмы, в 2 км юго-восточнее автодороги Р134 «Старая Смоленская дорога» Смоленск — Дорогобуж — Вязьма — Зубцов, на берегу реки Вязьма. В 3 км северо-западнее деревни расположена железнодорожная станция Золотарёвка на линии Москва — Минск. 

## История
В годы Великой Отечественной войны деревня была оккупирована гитлеровскими войсками в октябре 1941 года, освобождена в марте 1943 года.
В 1963 году указом Президиума Верховного Совета РСФСР деревня Чертово Вяземского сельского района переименована в Черемушки. 